# Баптист, Келли-Энн
Келли-Энн Баптист (род. 14 октября 1986, Скарборо, Сангр-Гранде) — легкоатлетка Тринидада и Тобаго, которая специализируется в беге на 100 метров. Бронзовая призёрка чемпионата мира среди юношей 2003 года. Бронзовая призёрка чемпионата мира 2011 года с результатом 10,98. На олимпийских играх 2012 года заняла 6-е место — 10,94. На Олимпиаде 2008 года также выступала на дистанции 100 метров, на которой не смогла пройти дальше четвертьфинала. 
Личный рекорд в беге на 100 метров — 10,83, на дистанции 200 метров — 22,36.
В настоящее время проживает во Флориде.